# مزرعة (شبستر)
مزرعة هي قرية في مقاطعة شبستر، إيران. عدد سكان هذه القرية هو 1,220 في سنة 2006.